# Kraftwerk Acacia
Das Kraftwerk Acacia (englisch: Acacia Power Station) ist ein Gasturbinenkraftwerk des staatlichen südafrikanischen Energieversorgers Eskom mit einer installierten Leistung von 171 MW in der Provinz Westkap am Stadtrand von Kapstadt. Die drei Blöcke haben eine Leistung von je 57 MW und dienen neben der Spitzenlastabdeckung auch der Notstromversorgung des Kernkraftwerks Koeberg. Die schwarzstartfähige Anlage lässt sich von der Eskom-Netzleitwarte in Simmerapan fernsteuern.
Jeder der drei TP4-Blöcke besteht aus zwei Aero-Derivativen-Gasturbinen des Typs FT4 von Pratt & Whitney. Das Design ist eine Ableitung von JT4-Strahltriebwerken, wie sie in der Boeing 707 eingesetzt wurden. Die beiden Turbinen sind in der Flucht der Generatorachse angeordnet und treiben den Generator von beiden Seiten je über eine selbstsynchronisierende Schaltkupplung an.
Die Anlage ist baugleich mit dem Kraftwerk Port Rex in East London.